# Казин, Лев Христофорович
Лев Христофорович Казин (1878—1941) — корабельный инженер, судостроитель, технический директор Адмиралтейского судостроительного завода, полковник Корпуса корабельных инженеров, профессор Военно-морской академии.

## Биография
Лев Христофорович Казин родился 3 февраля 1878 года. В 1897 году поступил на кораблестроительное отделение Технического училища Морского ведомства в Кронштадте. В 1900 году после окончания училища был произведён в младшие судостроители и направлен для прохождения службы на верфи Санкт-Петербурга. Работал в Кронштадтском порту и затем на Адмиралтейском заводе, где участвовал в строительстве крейсера «Аврора». После окончания в 1906 году Николаевской морской академии был произведён в старшие помощники судостроителя и вернулся на Адмиралтейский завод. Был помощником строителя броненосца «Андрей Первозванный», линкоров «Полтава» (главный строитель В. А. Лютер) и «Гангут».
Неоднократно выполнял поручения Морского технического комитета по проведению технического заключения по новым кораблестроительным проектам. В 1910 году рассматривал в ходе проведения конкурса эскизные проекты строительства новых подводных лодок и составлял отзывы о них. Весной 1911 году был включён в состав комиссии Морского технического комитета по определению состояния постройки первого в мире подводного минного заградителя «Краб», который строился в Николаеве на судоверфи «Наваль». Комиссия должна была выработать планы дальнейшего строительства заградителя.
В июне 1912 года вернулся в Санкт-Петербург и стал главным строителем линкора «Гангут» вместо полковника Л. Л. Коромальди. 6 декабря того же года был произведён в подполковники Корпуса корабельных инженеров.
С 1915 года был главным строителем крейсеров «Бородино» и «Наварин» на завершающей стадии постройки, одновременно отвечал за проведение капитального ремонта крейсера «Аврора». Кроме того руководил, созданными в 1916 году Авиационными мастерскими и испытательной станцией (АМИС) Морского ведомства, которые были созданы для проектирования и испытания новых типов гидроаэропланов и вы¬работке требований к авиационной технике и материалам.. C  1917 года руководил заводским бюро по постройке линейных кораблей и крейсеров, был строителем 13 металлических несамоходных судов для Белого моря.
После Октябрьской революции был назначен техническим директором Адмиралтейского завода, а с мая 1920 года избран рабочими в состав правление предприятия. В 1921 году после объединения Адмиралтейского завода с Балтийским был назначен начальником кораблестроительного конструкторского бюро. Руководил проектированием первой серии советских транспортных судов (лесовозов и рефрижераторов). В 1920-е годы по рекомендации учёного-кораблестроителя А. И. Крылова читал лекции по кораблестроению на вновь организованном кораблестроительном отделе Морской академии и в Морском инженерном училище на специальных курсах офицерского состава. В первой половине 1927 года был старшим руководителе цикла «Корабельная архитектура» в Морской академии и утверждён в профессорском звании без защиты диссертации.
В 1930-е годы был репрессирован по делу «антисоветских вредительских организаций по Ленсудотресту и питерским заводам», но освобождён. В последние годы жизни переехал в Пермь, где на местном судостроительном заводе организовал проектирование и постройку железных буксирных судов.
Умер Лев Христофорович Казин в 1941 году (по другим данным в 1940).

## Награды
- орден Святого Станислава 3 степени (1911);
- орден Святой Анны 3 степени (16 марта 1915);
- светло-бронзовая медаль «В память 300-летия царствования дома Романовых» (1913);
- светло-бронзовая медаль «В память 200-летия морского сражения при Гангуте» (1915)[1].